# Xine
xine（/ˈksiːn/）是一个类UNIX操作系统下的多媒体播放引擎，遵循GPL。xine基于一个支持不同前端播放器应用程序的公用库（xine-lib）。xine的一个重要特性具有手动音视频同步的功能。xine使用源自其他工程的库，如liba52、libmpeg2、FFmpeg、libmad、FAAD2与Ogle。xine也可通过wrapper使用二进制Windows解码器，打包为w32codecs，以播放某些不能原生支持的多媒体格式。

## 支持的格式
- 物理介质：CD、DVD、Video CD
- 容器格式：3gp、AVI、ASF、FLV、Matroska、MOV（QuickTime）、MP4、NUT、Ogg、OGM、RealMedia
- 音频格式：AAC、AC3、ALAC、AMR、FLAC、MP3、RealAudio、Shorten、Speex、Vorbis、WMA
- 视频格式：Cinepak、DV、H.263、H.264/MPEG-4 AVC、HuffYUV、Indeo、MJPEG、MPEG-1、MPEG-2、MPEG-4 ASP、RealVideo、Sorenson、Theora、WMV（partial，包括WMV1、WMV2及WMV3，透過FFmpeg）
- 视频设备：V4L、DVB、PVR
- 网络协议：HTTP、TCP、UDP、RTP、SMB、MMS、PNM、RTSP